# Ernst Grenzebach
Alexander Ernst Martin Grenzebach (14. Februar 1871 in Berlin – 29. Mai 1936 ebenda) war ein deutscher Konzertsänger des Stimmfaches Bariton und Gesangspädagoge. Er unterrichtete unter anderen zwei der berühmtesten Heldentenöre des deutschen Faches: Max Lorenz und Lauritz Melchior.

## Leben und Werk

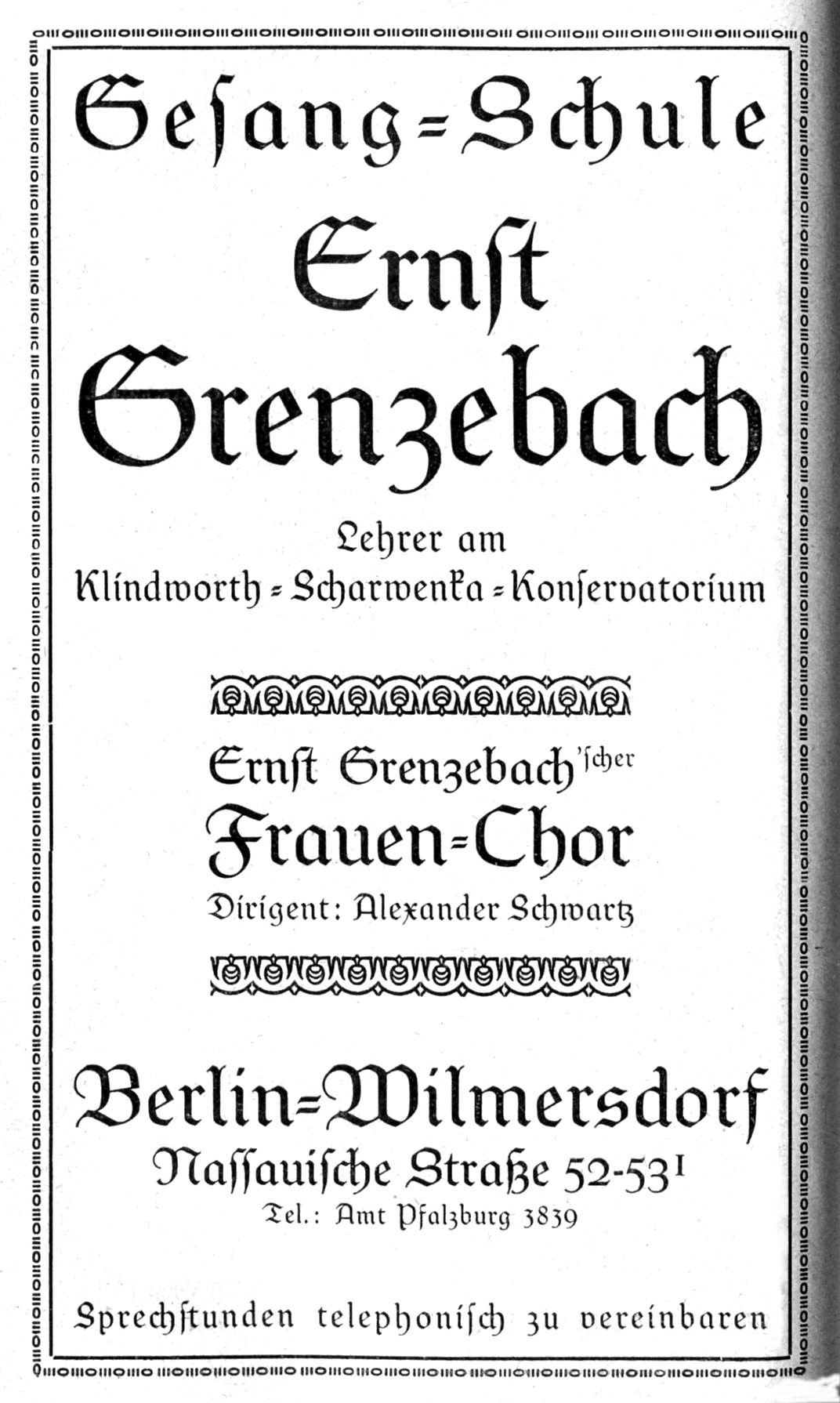
Ernst Grenzebach, Werbeanzeige, 1913

Ernst Grenzebach war der Sohn des Berliner Kaufmanns Georg Friedrich Grenzebach (1832–1903) und dessen Ehefrau Margarethe Grenzebach, geb. Grünewald (1838–1917). Nach dem Besuch des Realgymnasiums studierte er in den Jahren 1900 bis 1904 am Stern’schen Konservatorium Musik und Opern- und Konzertgesang, unter anderem bei dem Bariton Alexander Heinemann.
Grenzebach war bis etwa 1920 auch als Konzertsänger tätig, widmete sich jedoch unmittelbar nach seiner eigenen Ausbildung vorrangig dem Unterrichten. Von 1911 bis 1920 war er Hauptlehrer für Opern- und Konzertgesang am Klindworth-Scharwenka-Konservatorium, das über Jahrzehnte den Ruf einer international renommierten Ausbildungsstätte genoss. Sein eigenes Gesangsstudio befand sich ab 1912 in der Nassauischen Straße in Berlin-Wilmersdorf.
Er gründete den Grenzebach'schen Frauenchor, der sich aus seinen Schülerinnen zusammensetzte.
Er galt als der Gesangspädagoge von Berlin und war von 1930 bis 1934 als Professor an der Staatlichen Hochschule für Musik verpflichtet.
Else Prausnitz (1885–1976) war viele Jahre lang die Klavierbegleiterin während seiner Unterrichtsstunden.
Der spätere Schallplattenproduzent, Manager und Komponist Herbert Grenzebach (1897–1992) war sein Neffe, dessen musikalische Ausbildung von Ernst Grenzebach gefördert wurde.
Ernst Grenzebach starb im Alter von 65 Jahren an einem Herzinfarkt während einer Übungsstunde in der Charlottenburger  Wohnung seines Schülers Max Lorenz. Beigesetzt wurde er auf dem Alten Luisenstädtischen Friedhof in Berlin-Kreuzberg. Das Grab ist nicht erhalten.

## Würdigung
Er war einer der größten Gesanglehrer seiner Generation; eine Fülle später berühmt gewordener Sängerinnen und Sänger gingen aus seiner Schule hervor.

Karl-Josef Kutsch, Leo Riemens: Großes Sängerlexikon, München 2003

## Schüler (Auswahl)
Zu seinen Schülern zählten damals bereits berühmte Sänger und eine Reihe junger Talente:
| - Margarethe Abler - Peter Anders - Arthur Bard - Rut Berglund - Gertrud Bindernagel - Bernhard Bötel - Carl Clewing - Robert Correll - Fred Drissen - Jaro Dworsky - Keith Falkner - Bodo (Boris) Greverus - Anny Helm - Käthe Herwig |  | - Sigrid Johansson - Alexander Kipnis - Irmgard Langhammer - Max Lorenz - Lauritz Melchior - Walter Olitzki - Tresi Rudolph - Paul Schöffler - Meta Seinemeyer - Max Spilcker - Rudolf Watzke - Elsa Wieber - Hatsue Yuasa |